# عمر ندياي (لاعب كرة قدم مواليد 1988)
عمر ندياي (مواليد 9 ديسمبر 1988 في داكار - السنغال) لاعب كرة قدم فرنسي يلعب حاليا لصالح نادي الدرجة الأولى تولوز الفرنسي منذ 2007 في مركز الوسط المحوري .

## روابط خارجية
- عمر نديي على موقع الاتحاد الأوربي (الإنجليزية)
- عمر نديي على موقع قاعدة بيانات كرة القدم.إي يو (الإنجليزية)
- عمر نديي على موقع ناشيونال فوتبول تيمز (الإنجليزية)
- عمر نديي على موقع Soccerway.com (الإنجليزية)
- عمر نديي على موقع كووورة